# 仁和镇 (南江县)
仁和乡，是中华人民共和国四川省巴中市南江县下辖的一个乡镇级行政单位。

## 行政区划
仁和乡下辖以下地区：
仁和社区、长征社区、仁和村、佛尔岩村、回龙场村、中坝村、园峰村、严山村、铁寨村、白鹤咀村、枞树村、龙凤村、石峰村、仁同坪村、钟家湾村、铁山村、碑河村、五凤村、大锣山村、观音井村和塔子坪村。